# Зелений Гай (Подільський район)
Зелений Гай — село у складі Балтської міської громади у Подільському районі, Одеська область. Раніше було підпорядковано Кармалюківській сільській раді. На півночі межує з селами Березівка та Кармалюківка, на сході з селом Семено-Карпівка.

## Історія
7 (20) листопада 1917 року, відповідно до Третього Універсалу Української Центральної Ради, увійшло до складу Української Народної Республіки.
12 червня 2020 року, відповідно до Розпорядження Кабінету Міністрів України від № 724-р «Про визначення адміністративних центрів та затвердження територій територіальних громад Одеської області», увійшло до складу Балтської міської територіальної громади.
19 липня 2020 року, в результаті адміністративно-територіальної реформи і ліквідації Балтського району, село увійшло до складу новоутвореного Подільського району.

## Населення
Згідно з переписом 1989 року населення села становило 24 особи, з яких 10 чоловіків та 14 жінок.
За переписом населення 2001 року в селі мешкали 2 особи. 100 % населення вказало своєю рідною мовою українську мову.